# Maison de Montesquiou
La maison de Montesquiou est une famille subsistante de la noblesse française, d'extraction féodale, originaire de Gascogne. Elle a formé de nombreuses branches, dont la branche de Marsan, titrée duc en 1821 et éteinte en 1913. seule subsiste aujourd'hui la branche d'Artagnan, titrée comte de l'Empire en 1810.
Cette famille est illustrée par trois maréchaux de France (dont deux dans la famille de Lasseran de Massencome de Montluc, dont le rattachement est contesté par certains auteurs), un amiral, un cardinal, deux évêques, plusieurs officiers généraux, un ministre, des députés et sénateurs, et deux membres de l'Académie française.

## Origine
La maison de Montesquiou dont la filiation suivie remonte selon les auteurs à 1050 ou 1148 ou 1190, a été reconnue en 1777 comme issue des anciens comtes de Fezensac, par Raymond-Aymeric, premier baron de Montesquiou au XIe siècle (son décès date de 1070), présenté comme le fils cadet d’Aymeric, comte de Fezensac. Bernard Chérin indique que cette filiation est établie à partir d'une notice d'une écriture du XIVe siècle insérée à la fin du Cartulaire noir de l'église Sainte Marie d'Auch,.
Raoul de Warren dans le Grand Armorial de France (1948) écrit que la maison de Montesquiou « est vraisemblablement issue des anciens comtes de Fézensac ».
Après avoir fait examiner les titres par lesquels les Montesquiou revendiquaient leur filiation, le Grand Conseil a reconnu cette ascendance en 1777, et le roi Louis XVI permit ainsi à tous les membres de la maison de Montesquiou de joindre à leur nom celui de Fezensac et à l'aîné de se faire appeler le comte de Fezensac. Un arrêt du parlement de Paris de 1783 confirma la reconnaissance de cette adjonction,.
En 1784 Anne-Pierre de Montesquiou, dit le marquis de Montesquiou,, fit rédiger la généalogie de sa famille par Bernard Chérin et l'abbé Jean Thècle de Vergès, puis la fit imprimer en un volume.
La maison de Montesquiou tient son nom de la terre de Montesquiou, dans le Gers. Ce nom, attesté sous la forme Montesquivo au XVe siècle, Monteschivum (1162), de l'ancien occitan esquiu, signifie sauvage, hostile, d'où « mont sauvage ». Esquieu ou Esquiou est aussi un sobriquet devenu un nom de famille bien attesté, qui a pu désigner le possesseur primitif de ce lieu : « mont d'Esquiou ».

## Branches
La famille de Montesquiou a formé plusieurs branches, : 
- la branche des barons de Montesquiou et d'Anglès (éteinte au XVIe siècle)[3].
- la famille de Lasseran de Massencome ; les Mon(t)luc sont peut-être une de leurs branches, dite de Lasseran Massencôme de Monluc, éteinte en 1646[3], mais ce rattachement est contesté[N 1][1], et si on doit le rejeter, les Lasseran Massencomme s'éteignent alors dès la 2e moitié du XVe siècle,
- de Marsac (éteinte au XVIe siècle)[3].
- de Devèze (éteinte au XVIe siècle)[16].
- de Préchac (éteinte en 1715)[3].
- de Pouylebon (éteinte au XVIIIe siècle)[3].
- de Sainte-Colombe (éteinte au XVIIIe siècle)[3].
- du Faget (éteinte au XVIIIe siècle)[3].
- de Xaintrailles (1575, éteinte en 1696)[3].
- de la Serres et de Marsan (éteinte en 1913)[3].
- de Salles et d'Artagnan (subsistante)[17],[18],[3].

## Histoire
Les premiers barons de Montesquiou, du XIIe au XIVe siècle, sont des vassaux des comtes de Fezensac puis d'Armagnac. Ils  participent aux divers conflits féodaux de Gascogne, et se joignent à la 3e croisade de Philippe Auguste et à la croisade des Albigeois[réf. nécessaire].
Lors de la destruction des Armagnacs par Louis XI, la branche aînée est du côté du roi de France, les cadets du côté du roi de Navarre[réf. nécessaire]. Cette division persiste à travers les guerres de Religion, l'aîné étant capitaine des gardes du corps du duc d'Anjou, futur Henri III, lors de la bataille de Jarnac (où il assassine Henri Ier de Bourbon-Condé, protestant), tandis que la plupart des branches cadettes soutiennent Henri de Navarre, le futur Henri IV, bien que la branche de Sainte-Colombe se trouve exterminée par les troupes protestantes.
La famille de Lasseran de Massencome de Montluc, donnée comme issue de la famille de Montesquiou, s'illustra lors des guerres d'Italie puis lors des guerres de Religions avec Blaise de Montluc, serviteur de cinq rois, élevé à la dignité de maréchal de France par Henri III en 1574 et dont les mémoires étaient décrites comme "la bible du soldat" par Henri IV, pourtant longtemps son ennemi. Son frère, l'archevêque de Montluc, prince de Chabannais, s'illustra comme émissaire auprès de Soliman le Magnifique et son fils légitimé, le maréchal de  Balagny, prince de Cambrai, bénéficia des faveurs d'Henri IV et de Gabrielle d'Estrées, dont il avait épousé la sœur aînée, Diane. Le dernier représentant, l'écrivain Adrien de Montesquiou-Montluc, fut emprisonné par Richelieu et cette branche s'éteignit par les mâles au XVIIe siècle.
Une branche cadette, les Montesquiou d’Artagnan, montent à Paris au service du roi. Dix d'entre eux serviront comme mousquetaires puis militaires sous Louis XIII et ses descendants, dont le maréchal d'Artagnan, Joseph de Montesquiou d'Artagnan et  Anne-Pierre de Montesquiou-Fézensac et ses fils, jusqu'à la dissolution des régiments de mousquetaires lors de la Révolution française. Cette branche rallia ensuite Napoléon Ier, le Pierre de Montesquiou-Fezensac obtenant notamment la charge de Grand Chambellan de l'Empire en remplacement de Talleyrand.
À travers ses différentes branches, la famille de Montesquiou fut reçue 10 fois aux Honneurs de la Cour de 1758 à 1790. Lors de la Révolution, elle est présente dans les trois ordres des États généraux de 1789, l’abbé de Montesquiou siégeant sur les bancs du clergé, tandis que le marquis de Montesquiou, député de la noblesse, ralliait le tiers état lors de la nuit du 4 août. Il présidera plusieurs fois l'Assemblée constituante et, en tant que général, annexa la Savoie à la France.
La branche de Marsan fut illustrée sous la Restauration avec l'abbé François-Xavier-Marc-Antoine de Montesquiou-Fézensac, ministre de l'Intérieur, titré de duc de Fezensac et pair de France en 1821. Cette branche s’éteignit en 1913 avec Philippe André de Montesquiou, troisième et dernier duc de Fezensac.
Il ne subsiste plus aujourd'hui que la branche d'Artagnan, issue de Manaud de Montesquiou, vivant en 1492,, seigneur de Salles en Lauragais, dont le fils Paulon de Montesquiou, écuyer du roi de Navarre, épousa en 1524 Jeanne d'Estaing, dame et héritière de la seigneurie d'Artagnan en Bigorre, qu'elle lui légua en 1541 avant son décès. Il n'eut pas d'enfant de son épouse, se remaria en 1545 à Claude de Tersac et fut l'auteur de la branche subsistante.
La famille délaissa progressivement le nom d'Artagnan au début du XIXe siècle, au profit de celui de Fezensac, jugé plus prestigieux puisque issu des anciens comte de Gascogne, qui furent longtemps considérés comme d'ascendance mérovingienne du fait de la fausse charte d'Alaon. Henri de Montesquiou-Fézensac fut le dernier à porter le titre de courtoisie de comte d'Artagnan. Son décès en 1844 coïncide avec la publication du roman des Trois Mousquetaires d'Alexandre Dumas qui rendit soudain le nom célèbre, à la colère de la famille Montesquiou.
Par décret du 16 mars 2012, Aymeri de Montesquiou-Fezensac, Jean-Louis de Montesquiou-Fezensac et leurs enfants ont été autorisés à ajouter le nom « d'Artagnan » à leur patronyme devenant « de Montesquiou-Fezensac d'Artagnan. » Des membres d'une famille de Batz, revendiquant une parenté avec le célèbre d'Artagnan, s'opposèrent sans succès à cette demande de changement de nom. En effet, le mousquetaire célèbre ne s'appelait pas « d'Artagnan » mais Charles de Batz de Castelmore. Il avait emprunté ce nom à la famille de sa mère, Françoise de Montesquiou d’Artagnan, lorsqu'il vint à la cour pour se mettre au service du roi, et c'est lui qui l'a rendu célèbre.

## Personnalités
- Raymond-Aymeri de Montesquiou (+ 1070), premier baron de Montesquiou, d’Angles et de Sainte-Arailles.
- Bernard III de Montesquiou (+ 1175), évêque de Tarbes.
- Raymond-Aymeri III de Montesquiou (+ 1190), baron de Montesquiou, participa aux Croisades en Terre Sainte.
- Arnaud de Montesquiou (1228), 5e abbé de Flaran
- Pierre de Montesquiou (+ 1262), évêque d'Albi.
- Peytavin de Montesquiou (+ 1355/6), évêque d'Albi (1338) puis cardinal (1350).
- Aysinus de Montesquiou, baron de Montesquiou et d'Angles, chambellan du roi Charles VII en 1438.
- Joseph-François de Montesquiou, capitaine des gardes du duc d'Anjou, assassin de Louis Ier de Bourbon-Condé à la bataille de Jarnac en 1569.

### Branche de Poyloubon
- Henri-Jacques de Montesquiou (17 janvier 1710, Balignac - 19 janvier 1777, Sarlat), évêque de Sarlat.

### Famille de Montluc
- Blaise de Monluc (1500-1577), maréchal de France, mémorialiste ;
- Jean de Monluc (1505-1579), évêque, diplomate, émissaire auprès de Soliman le Magnifique ;
- Pierre Bertrand de Montluc (pt) (1539-1566), fils de Blaise, navigateur et pirate, responsable du sac de Funchal en 1566 ;
- Jean de Monluc (vers 1548 † 1581), homme de guerre et évêque de Condom ;
- Jean de Montluc de Balagny (1560-1603), maréchal de France, prince de Cambrai ;
- Adrien de Monluc (1568-1646), baron de Montesquiou et de Saint-Félix, prince de Chabanais et comte de Cramaille du chef de sa femme Jeanne de Foix, comtesse de Caraman.

### Branche de Marsan
- Barthélémy de Montesquiou (1405-1482), premier à être seigneur de Marsan, de Lussan, de Salles en Lauragais, chevalier de la compagnie de Jean Bonnay sénéchal de Toulouse (1427-1437), commandant d'une compagnie de 9 écuyers (en 1426). Marié en 1446 à Anne de Galard, fille de Jean, seigneur de L'Isle-Bouzon
- Bertrand de Montesquiou, seigneur de Serres, marié en 1625 avec Charlotte de Savère, dame de Marsan, terre qu'elle tenait de sa grand-mère Jeanne de Montesquiou et qu'elle rapporte dans la famille.
- Philippe de Montesquiou-Fézensac (1753-1833), général, commandant le sud de Saint-Domingue.
- François-Xavier-Marc-Antoine de Montesquiou-Fézensac (1757-1832), descendant du précédent, homme d'église et homme politique français, agent général du clergé (1785), député du clergé de Paris aux États généraux de 1789, deux fois président de l'Assemblée nationale (en 1790), ministre de l'Intérieur (1814-1815), ministre d'État, pair de France (1815), membre de l'Académie française (1816), créé comte de Montesquiou (1817) puis 1er duc de Fezensac en 1821.
- Raymond Aimery de Montesquiou-Fezensac (1784-1867), neveu du précédent, général de division, ambassadeur de France, baron d'Empire (1809), 2e duc de Fezensac en 1832, pair de France, commandeur de l'ordre de Saint-Louis, grand-croix de la Légion d'honneur.
- Philippe de Montesquiou-Fezensac (1843-1913), 3e et dernier duc de Fezensac, petit-fils du précédent. Sénateur du Gers, il possédait une écurie de course qu'il montait. Marié en 1865, il n'eut que deux filles et fut le dernier représentant de la branche de Marsan.

### Branche d'Artagnan
- Paulon de Montesquiou (+1555), seigneur de Salles et d'Artagnan, écuyer d'Henri II d'Albret, roi de Navarre.
- Jean de Montesquiou d'Artagnan (+1608), son fils, enseigne aux Gardes Françaises. Marié en 1578 à Claude de Bazillac, il est le grand-père paternel du maréchal d'Artagnan (qui suit) et le grand-père maternel de Charles de Batz de Castelmore.
- Jean de Montesquiou d'Artagnan (+1628), son fils, mousquetaire du roi, duelliste notoire, mort au siège de La Rochelle. Oncle du fameux d'Artagnan, il a également en partie servi de modèle à Alexandre Dumas[20].
- Henri de Montesquiou d'Artagnan (+1668), son frère, lieutenant général du roi à Bayonne. Marié en 1632 à Jeanne de Gassion.
- Pierre de Montesquiou d'Artagnan (Bayonne 1645- Paris 1725), son fils, mousquetaire, gouverneur d'Arras (1698), Maréchal de France (1709), chevalier des Ordres du roi (1724).
- Joseph de Montesquiou d'Artagnan (Artagnan 1651-1729), capitaine de la 1re compagnie des mousquetaires, lieutenant général des armées, gouverneur de Nîmes, chevalier des ordres de Saint-Michel et du Saint-Esprit (1724).
- Louis de Montesquiou (1689-1743), brigadier des mousquetaires, maréchal de camp, colonel du régiment d'Artagnan, marié avec Louise de Berghes, princesse de Raches et du Saint-Empire dont il prit le nom.
- Pierre de Montesquiou d'Artagnan (1687-1754), seigneur d'Artagnan et de Mauperthuis, maréchal des camps, puis lieutenant général des armées du roi, chevalier de Saint-Louis. Marié en 1739 à Marie de Beaulieu, dame de Montesquiou que son père lui a constitué en dot. Avec elle la terre de Montesquiou revient dans la famille.
- Anne-Pierre de Montesquiou-Fézensac (1739-1798), Montesquiou-Fezensac à partir de 1777, seigneur de Montesquiou, menin des enfants de France, maréchal de camp, membre de l'Académie française (1784), député  de Paris aux États généraux et à l'Assemblée constituante où il préside le comité des finances, président de l'Assemblée nationale. À la tête du corps d'armée, il envahit et occupa la Savoie. Placé sous le coup d'un décret d'arrestation, il émigre en Suisse. Rayé plus tard de la liste des émigrés il rentre en France en 1795. Tous les Montesquiou actuels descendent de lui.
- Pierre de Montesquiou-Fezensac (1764-1834), comte de Montesquiou-Fezensac et de l'Empire (1809), fils du précédent. Officier dans l'armée des Amériques de  Rochambeau, grand chambellan de l'Empire marié à Louise-Charlotte Le Tellier de Courtanvaux, gouvernante du roi de  Rome, dite "Maman Quiou".
- Henri de Montesquiou-Fézensac (1768-1844), comte de Montesquiou-Fezensac et de l'Empire (1810), frère du précédent, homme politique et militaire.
- Anatole de Montesquiou-Fezensac (1788-1878), baron de l'Empire (1810) puis comte de l'Empire au décès de son père, général français, neveu du précédent.
- Alfred de Montesquiou (1794-1847), frère du précédent.
- Napoléon de Montesquiou-Fézensac (1810-1849), député, neveu du précédent.
- Bertrand de Montesquiou-Fézensac (1837-1902), amiral, fils du précédent.
- Mathilde de Montesquiou-Fézensac (1883-1960), femme du compositeur Charles-Marie Widor, fille du précédent.
- Robert de Montesquiou-Fezensac (1855-1921), homme de lettres et dandy français.
- Léon de Montesquiou-Fezensac (1873-1915), essayiste, monarchiste français.
- Pierre de Montesquiou (1909-1976), député du Gers.
- Victoire de Montesquiou (1934), femme de lettres.
- Aymeri de Montesquiou-Fézensac d'Artagnan (1942), puis Montesquiou-Fezensac d'Artagnan, ancien sénateur du Gers (le 11 juin 2015, le conseil constitutionnel invalide son élection au Sénat et prononce une inéligibilité d'un an, à la suite du rejet de ses comptes de campagne[25]).
- Alexandre de Montesquiou-Fezensac d'Artagnan (1965), homme politique, maire de Montgobert, président de la Communauté de communes Retz-en-Valois.
- Alfred de Montesquiou (1978), journaliste.

## Portraits

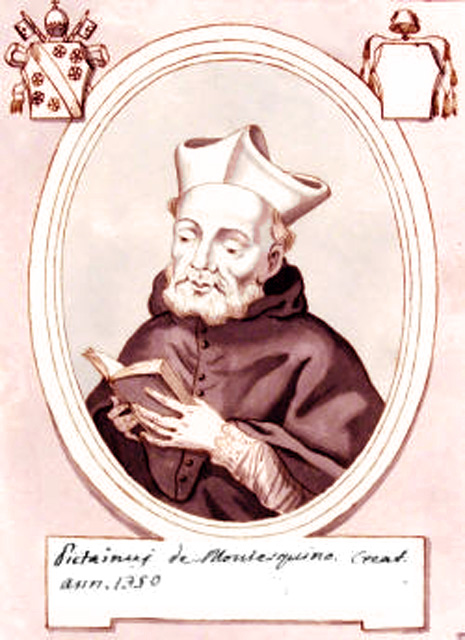
Peytavin de Montesquiou
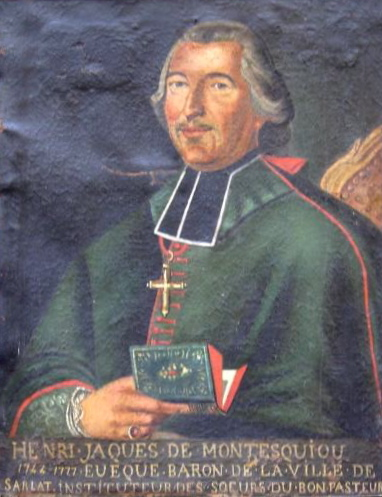
Henri Jacques de Montesquiou
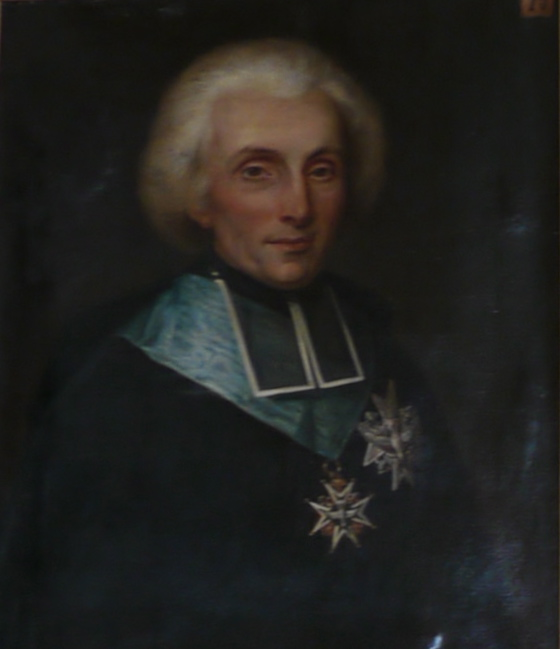
François-Xavier-Marc-Antoine de Montesquiou-Fézensac
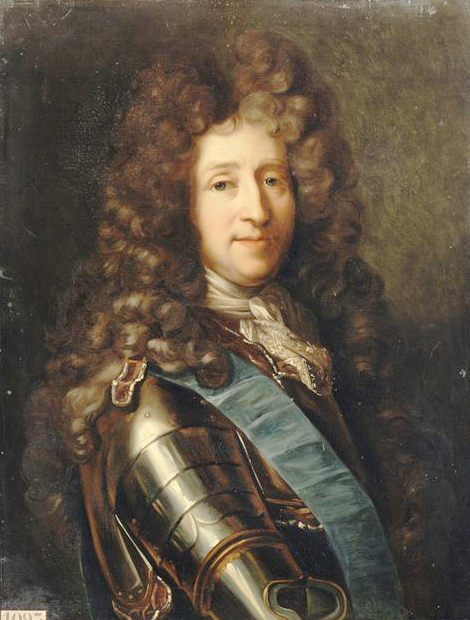
le maréchal d'Artagnan
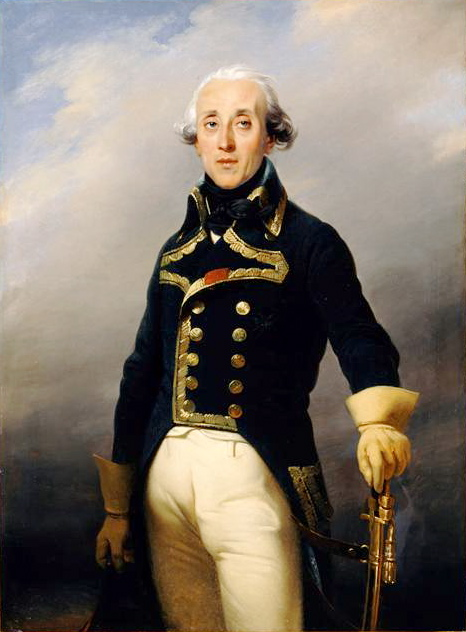
Anne Pierre, marquis de Montesquiou Fezensac
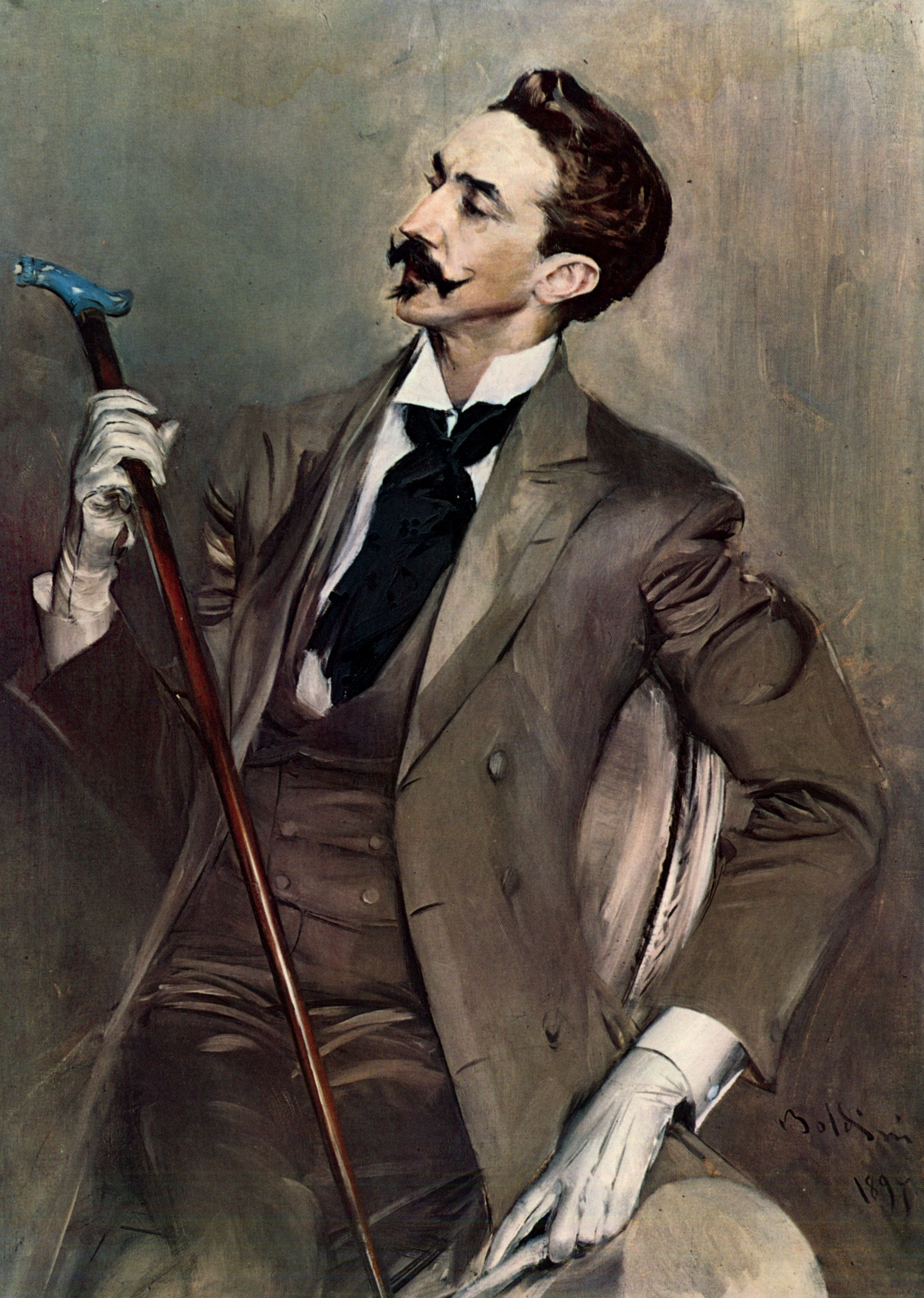
Robert de Montesquiou
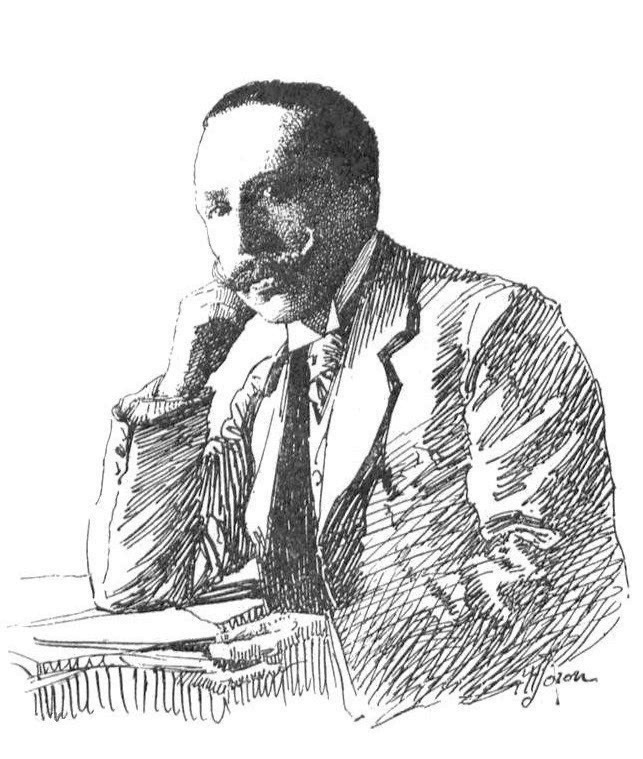
Léon de Montesquiou
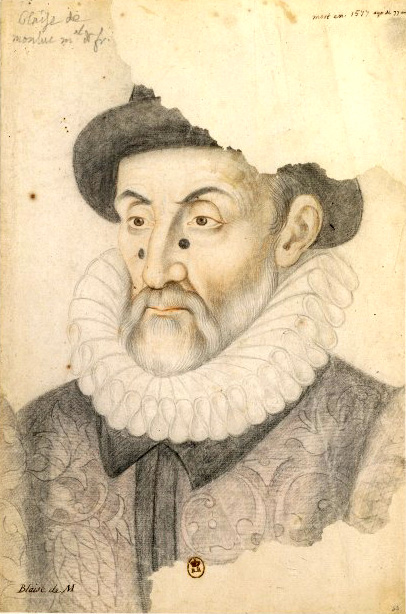
Blaise de Monluc (ca 1500-1577), maréchal de France
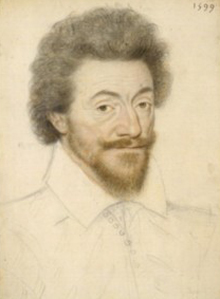
Jean de Montluc de Balagny (1545-1603), maréchal de France, prince de Cambrai

## Titres

### Branche de Marsan
La branche éteinte de Marsan fut titrée :
- baron de l'Empire en 1809[26],[27]
- comte de Montesquiou en 1817[3],[28]
- duc de Fezensac en 1821[29],[30], et 1832[31] (titre éteint en 1913 avec Philippe André, troisième duc de Fezensac. Sa fille unique épousa le comte de Maillé de la Tour-Landry[3],[28].

### Branche de Salles et d'Artagnan
La branche subsistante d'Artagnan fut titrée :
- chevalier de l'Empire en 1808[32],[27]
- comte de l'Empire en 1809 et 1810[33],[34],[27]
- baron de l'Empire en 1809 et 1810[35],[36],[27]
- baron-pair de Montesquiou-Fezensac en 1824[37],[28]
- Grand d'Espagne de 1re classe et marquis d'Ossun par succession de Sophie Pauline d'Ossun, veuve de Louis-Joseph Nompar de Caumont, et héritière de la dignité et du titre de ses père et grand-père[38] (1847[39] / 1853[40] / 1858[28]) pour Anatole de Montesquiou-Fezensac[41]. Ce titre espagnol est actuellement vacant[38].

#### «Duc de Fezensac» (titre irrégulier relevé en 1913)
Devenu chef de nom et d'armes en 1913, Joseph, comte de Montesquiou Fezensac (1875-1939), décida de relever proprio motu le titre de « duc de Fezensac »,.
Ce titre ducal est irrégulier puisque ses porteurs ne descendent d'aucun duc de Fezensac (l'ancêtre commun avec la branche de Marsan étant Barthélemy de Montesquiou, né vers 1405 et mort en 1482).
L'historien Joseph Valynseele écrivait à ce sujet au milieu du XXe siècle : « Le titre de marquis porté tout d’abord par Joseph de Montesquiou-Fezensac n’était lui-même au reste qu’un titre de courtoisie : quoi qu’on ait une usurpation vieille de plusieurs générations ne saurait en effet tenir lieu de bonnes lettres patentes. Le duc de Fezensac d’aujourd’hui, fils de Joseph, n’est de la sorte authentiquement que, tout à la fois, chevalier de l’empire, baron de l’empire, baron de 1824 et comte de l’empire, titres conférés à son arrière-arrière-grand-père, le fils ainé de la gouvernante du roi de Rome, pour les deux premiers, et au mari de cette dernière pour le troisième et le quatrième ».

### Famille de Lasseran de Montluc (rattachement contesté)
La famille de Lasseran de Massencome de Montluc (éteinte en 1642), rattachée à la famille de Montesquiou mais dont le rattachement est contesté par Borel d'Hauterive, porta les titres suivants :
- marquis de Balagny, comte d'Orbec, comte de Cramail, etc[15]
- prince de Cambrai : titre accordé en 1594 par Henri IV à Jean de Montluc de Balagny, maréchal de France[44]

## Châteaux et demeures
Les différents membres de la famille de Montesquiou ont possédé ou possèdent, entre autres, les châteaux de Montesquiou, d’Artagnan, de Marsan, de Montluc, d'Estillac, de Xaintrailles, de Mauperthuis, Courtanvaux, Longpont, des Hayes, du Fresne, de Bourron-Marlotte et Courson.
À Paris, ils ont fait bâtir l'hôtel de Montesquiou, boulevard des Invalides, et l'hôtel de Montesquiou-Fezensac, quai d'Orsay.

## Armes et devises
| Figure | Blasonnement |
|        | D'or aux deux tourteaux de gueules, l'un sur l'autre. |
|        | Branche de Monluc Écartelé : au 1 et 4 d'azur, au loup ravissant d'or; au 2 et 3 d'or au tourteau de gueules. |
|        | Branche de Montesquiou-Sainte-Colombe Écartelé : au 1 et 4 de Montesquiou ; au 2 et 3 d'azur, à trois colombes d'argent, accompagnées en chef d'un croissant du même (Sainte-Colombe) |
|        | Branche de Montesquiou-Marsan Parti : au 1 de gueules plein ; au 2 d'or à deux tourteaux de gueules, l'un sur l'autre. |
|        | Pierre de Montesquiou-Fezensac, grand chambellan de l'empire : D'or à deux tourteaux de gueules, posés en pal, au canton des comtes membres de collège électoral brochant. L'écu posé sur les insignes de grand chambellan de l'Empire. Toque de comte de l'Empire, manteau des sénateurs de l'Empire. |

## Principales alliances
Les principales alliances de la branche de Marsan sont : la de Sarrey, de Galard, de Lupé, de Serres, de Tyrac, de Bezolles, de Boussod, de Narbonne, de Lalive du Chatelet, Clark de Feltre, de Finguerlin-Bischingen, de Rochechouart, Roslin d'Ivry, de Maillé de la Tour-Landry.
Les principales alliances de la branche d'Artagnan sont : d'Estaing, de Tersac, de Bazillac, de Bethune Hesdigneul, de Fortanes, de Berghes, Bombarde de Beaulieu, Hocquart de Montfermeil, Le Tellier de Courtanvaux, de Goyon, de Noailles, d'Harcourt, de Lévis-Mirepoix (1902), Perron-Cuiller, de Charrette, Duroux, Widor, de Sinety, Sauvage de Brantes, de Sauvan d'Aramon, Bibesco, de Beaune, Frerejean, de Faucigny-Lucinge, Riquet de Caraman-Chimay, Siméon, Le Bouteiller, Appert-Roland-Gosselin, de La Tour d'Auvergne, de Gramont, Bégué, de Béthune, Roger, Csaky, Lacuée, Dupleix, des Isnards, Lefebvre de Laboulaye, Ciepka, Gaudin de Villaine, Miller, Revel, Beau, de Chavagnac, de Rohan-Chabot (1874), Masséna de Rivoli d'Essling (1907), de Vogüé (1922), de La Ville-Baugé (1923), Lévêque de Vilmorin (1949), de Ganay (1955).